# 美園和花
美園和花（日语：美園和花，1999年3月3日—），日本AV女優。所屬事務所是B-dash公司。

## 簡歷
出身於香川縣。在鄉村長大，高中時騎著50cc的摩托車上學。
2018年12月以SOD的內部企劃「青春時代」的專屬女優身分出道。演出3部作品後停止活動。
2019年3月16日建立官方Twitter並宣告重新開始活動。
2020年2月販售的『242発ごっくん AV史上最多ごっくん記録達成! 』 (SOD)，打破大澤美加所保持的231次紀錄。
2020年8月7日首次演出電影『怪談回春荘 こんな私に入居して』（古澤健導演）。
2020年11月，前述的紀錄被週刊Playboy選為「AV史上最多饮精記録」，在2020年AV流行語大賞中排第8名。

## 外部連結
- 美園和花 所屬事務所 （页面存档备份，存于）
- 美園和花的X（前Twitter）（2019年3月16日 - ）
- 美園和花 misono waka的Instagram帳戶
- 美園和花的YouTube 頻道
- 美園和花的TikTok